# 三輪和雄 (医師)
三輪 和雄（みわ かずお、1927年8月1日 - ）は日本の医師、ノンフィクション作家。

## 経歴
愛知県名古屋市生まれ、名古屋大学医学部卒。名大医学部第一外科学教室、中京病院をへて、社会保険中央総合病院の脳神経外科部長などを務めた。1959年伊勢湾台風の記録を集めて『海吠える』を刊行し、ノンフィクションやエッセイを手掛け、数十冊の著書がある。

## 著書
- 『いのちある限り―ある脳神経外科医の記録』サイマル出版会 1976 のち講談社文庫(ISBN 4377203207 ISBN 4061834258)
- 『空白の五分間―三河島事故 ある運転士の受難』文芸春秋 1979　のち講談社文庫(ISBN 4163351604 ISBN 4061836285)
- 『騎手福永洋一の戦い』文芸春秋, 1980 「騎手福永洋一の生還  脳障害との闘い」文春文庫(ISBN 4163363408)
- 『総理の病室』新潮社 1982　のち文庫(ISBN 410342401X ISBN 4101407010)
- 『海吠える 伊勢湾台風が襲った日』文芸春秋 1982
- 『人工臓器の時代 人体はどこまで置き換え可能か』講談社ブルーバックス 1983
- 『夢の科学』新潮選書 1984
- 『空白の五秒間 羽田沖日航機墜落事故』講談社 1985　のち朝日文庫、新風舎文庫
- 『脳外科医の幕間』朝日イブニングニュース社 1985　のち朝日文庫 (ISBN 4022191449 ISBN 4022604816)
- 『あげは蝶が飛んだよ 少年と脳外科医の記録』朝日イブニングニュース社 1986 「小さな生命燃え尽きて 少年と脳外科医の記録」(講談社文庫)
- 『脳を活かす 脳神経外科医のヒューマン・ノンフィクション』プレジデント社 1986　のち徳間文庫
- 『脳死 死の概念は変わるか』編著 東京書籍 1987
- 『歴代総理の健康診断』東京書籍 1988
- 『ビジネス戦士の死』講談社 1989　「過労死」徳間文庫
- 『猛医の時代 武見太郎の生涯』文芸春秋 1990　「猛医武見太郎」(徳間文庫)
- 『愛と死と 脳死の現場』潮出版社 1991
- 『乱世三代の夢』講談社, 1991（勝沼精蔵の祖父と父を描いた）
- 『脳外科医の独白』朝日新聞社 1994
- 『病める政治家たち 病気と政治家と権力』文芸春秋, 1996
- 『安楽死裁判』(潮ライブラリー)潮出版社 1998